# Kantongerecht Heerlen

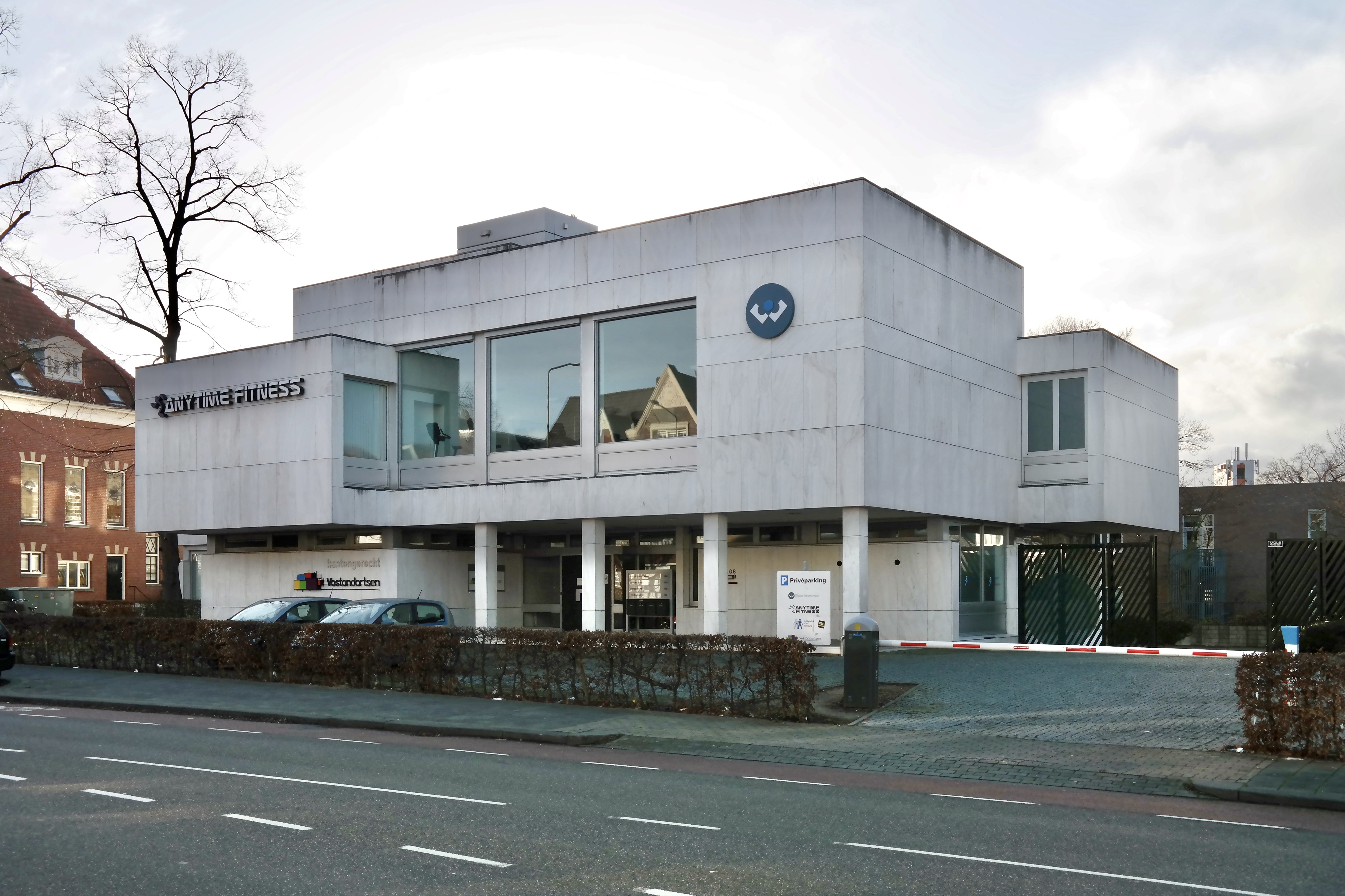
Het gebouw van het voormalige kantongerecht in Heerlen

Het kantongerecht Heerlen was van 1842 tot 2002 één van de kantongerechten in Nederland. Heerlen was bij de oprichting het derde kanton van het arrondissement Maastricht. Na de afschaffing van het kantongerecht als zelfstandig gerecht bleef Heerlen zittingsplaats voor de sector kanton van de rechtbank. Het gerecht kreeg in 1908 een gebouw in de Saroleastraat, ontworpen door W.C. Metzelaar. In 1975 verhuisde het naar een nieuw gebouw aan de Akerstraat. 
Door een reorganisatie werd per 31 december 2013 het kantongerecht Heerlen opgeheven.